# Вајт Плејнс (Џорџија)
Вајт Плејнс (Џорџија) (енгл. White Plains) град је у америчкој савезној држави Џорџија. По попису становништва из 2010. у њему је живело 284 становника.

## Демографија
Према попису становништва из 2010. у граду је живело 284 становника, што је 1 (0,4%) становника више него 2000. године.
| Група             | 2000.       | 2010.       |
| Белци             | 150 (53,0%) | 167 (58,8%) |
| Афроамериканци    | 125 (44,2%) | 115 (40,5%) |
| Азијати           | 0 (0,0%)    | 0 (0,0%)    |
| Хиспаноамериканци | 9 (3,2%)    | 1 (0,4%)    |
| Укупно            | 283         | 284         |